# Как започна войната на моя остров
„Как започна войната на моя остров“ (на хърватски: Kako je počeo rat na mom otoku) е хърватски филм от 1996 година, военна комедия на режисьора Винко Брешан по негов сценарий в съавторство с Иво Брешан.
Действието се развива в първите дни на Хърватската война за независимост, когато на малък остров в Адриатическо море местните жители провеждат многодневни демонстрации пред поделение на Югославската народна армия, чийто упорит командир отказва да се предаде. Главните роли се изпълняват от Влатко Дулич, Любомир Керекеш, Иван Бъркич, Предраг Вушович.